# Luis Carnero Checa
Luis Carnero Checa (Piura, 19 de noviembre de 1918 - Lima, 1983) fue un poeta, periodista, abogado y político peruano. Perteneció al grupo de los «Poetas del Pueblo», grupo literario de orientación aprista que se desenvolvió en los años 1940.

## Biografía
Fue hijo de Germán Carnero Palma y Clara Checa de Carnero. Hermano menor de Genaro Carnero Checa.
Cursó su estudios escolares en el Colegio Nacional San Miguel de su ciudad natal. Luego ingresó a la Universidad Mayor de San Marcos, donde se tituló de abogado.
En 1939 se afilió al partido aprista, de cuyo comité ejecutivo nacional llegó a integrar. Fue la época en que los apristas sufrieron persecución política; muchos de ellos fueron encarcelados y desterrados. Etapa de proscripción que se prolongaría hasta 1945, para reiniciarse en 1948. Luis Carnero estuvo entre los encarcelados.
En la década de 1940 estuvo vinculado con el grupo literario de orientación aprista, llamado «Los Poetas del Pueblo», que congregó a Julio Garrido Malaver, Alberto Hidalgo, Antenor Samaniego, Guillermo Carnero Hoke, Gustavo Valcárcel, Mario Florián, Alberto Valencia Cárdenas, Manuel Scorza, Eduardo Jibaja, Mario Puga y Ricardo Tello. Todos ellos cultivaron una poesía comprometida con la lucha social.
En 1940 y en 1945 ganó los Juegos Florales auspiciados por la Universidad de San Marcos. Fue incorporado al Círculo Literario Ínsula (Lima), siendo presentado por Luis Fabio Xammar.
Como periodista, fue director de La Tribuna, diario aprista editado en Lima.
En 1957 fue elegido secretario general de la Federación de Periodistas del Perú, y en 1959 fue elevado a la presidencia de dicha entidad. Fue también copresidente de la Federación Interamericana de Periodistas (1960-1966).
En los años 1950 vivió en Sullana. Ejerció la abogacía y colaboró en el diario El Norte, a través de dos columnas: «Puñados de alumbre» y «Rayas en la arena». Colaboró también en el diario La Prensa de Lima.
En 1963 fue elegido diputado por Piura, para un periodo parlamentario que debía durar hasta 1969, pero que se frustró en 1968 por el golpe de Estado de Juan Velasco Alvarado.
En 1971 fue nombrado, por concurso, juez del séptimo Juzgado de Instrucción de Lima. En 1978 fue promovido como vocal de la Corte Superior de Lima.
Cuando fue integrante de un Tribunal, en julio de 1982, anuló la sentencia de un juez que había multado al narcotraficante Carlos Langberg por haber injuriado al dirigente aprista Andrés Townsend, y multó a su turno al juez.

## Publicaciones
- Estancia de la voz (1941), poemario.[3]
- La ciudad profunda (1958), poemario.[3]
- El poema de Angamos[1]
- Pan herido[1]
- Poesía y papel sellado, libro en prosa que recoge tradiciones y cuentos de Piura.[3]